# Samavesam of Telugu Baptist Churches
Samavesam of Telugu Baptist Churches ist eine baptistische Kirche in Indien. Sie hatte Anfang des 21. Jahrhunderts etwa 800 000 Mitglieder und 1214 örtliche Kirchen. Sie wurde im 19. Jahrhundert gegründet, bekam zu Anfang oder später im 19. Jahrhundert den Namen Convention of Telugu Baptist Churches und trägt seit 1962 den heutigen Namen. Samavesam of Telugu Baptist Churches hat seinen Sitz in Nellore, Andhra Pradesh. Andhra Pradesh ist Telugu-sprachig. Samavesam of Telugu Baptist Churches macht einen hohen Anteil innerhalb des Christentums in Andhra Pradesh aus. Die Kirche hat Grundschulen, weiterführende Schulen und Hochschulen. Samavesam of Telugu Baptist Churches hat sich 1965 dem Weltrat der Kirchen angeschlossen. Zumindest Anfang des 21. Jahrhunderts gehörte sie auch der Christian Conference of Asia, dem National Council of Churches in India und dem Baptistischen Weltbund an. Eine weitere größere baptistische Kirche in Indien ist der Council of Baptist Churches in Northeast India.